# متان موجود در جو

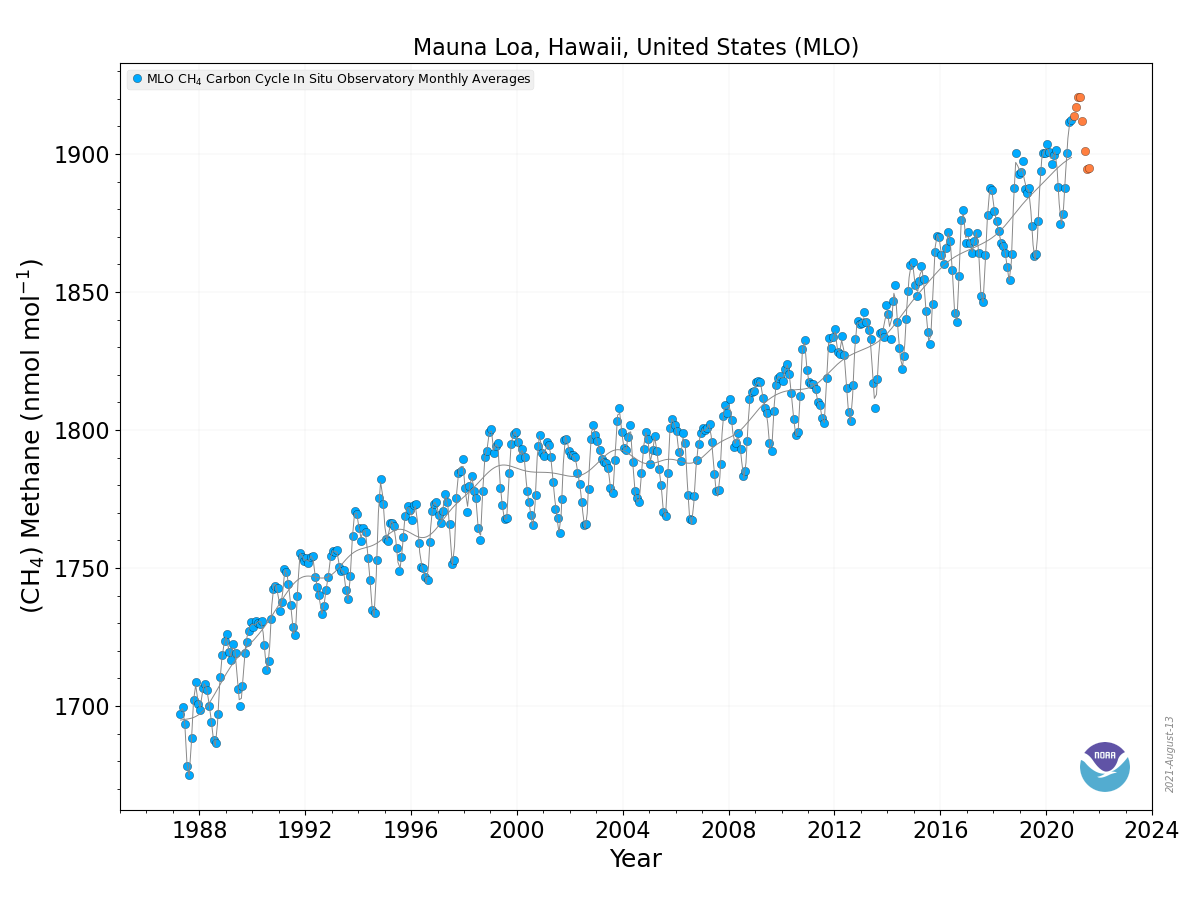
غلظت کنونی متان

متان موجود در جو یا متان اتمسفری یکی از گازهای قوی و بانفوذ گلخانه‌ای است که میزان آن وابسته به تغییرات اقلیمی است. مقدار پتانسیل گرمایش جهانی (GWP) متان در ۱۰۰ سال حدود ۲۵ GWP است، این بدان معنی است که متان در طی یک دوره ۱۰۰ ساله، ۲۵ بار گرمای بیشتری در واحد جرم، نسبت به دی‌اکسید کربن را به دام می‌اندازد. غلظت متان زمین از سال ۱۷۵۰ تاکنون حدود ۱۵۰ درصد افزایش یافته‌است.

## متان اتمسفری
حدود ۳٫۵ میلیارد سال پیش مقدار متان موجود در اتمسفر ۱٫۰۰۰ برابر بیشتر از مقادیر کنونی بود. اولین مقادیر متان توسط فعالیت‌های آتشفشانی وارد اتمسفر شدند و در طول همین زمان اولین نشانه‌های زندگی در زمین ظاهر شدند. باکتری‌ها با تبدیل هیدروژن و دی‌اکسید کربن به متان و آب به غلظت متان اضافه شدند. اکسیژن پیش از تکامل موجودات فتوسنتز در زمین بخش عمده‌ای از اتمسفر را تشکیل نمی‌داد. متان بدون حضور اکسیژن مدت طولانی‌تری و در غلظت‌های بالاتری نسبت به امروز در جو باقی‌ماند.
در حال حاضر، مقدار متان با توجه به افزایش اکسیژن کاهش یافته‌است. مقدار متوسط کسر مولی متان در سطح زمین در سال ۱۹۹۸ حدود ۱۷۴۵ نانومول/مول بود. غلظت آن در نیمکرهٔ شمالی بیشتر است. البته این غلظت‌ها وابسته به تغییرات فصلی هستند و در اواخر تابستان کمی تغییر می‌کنند.

## چرخهٔ متان

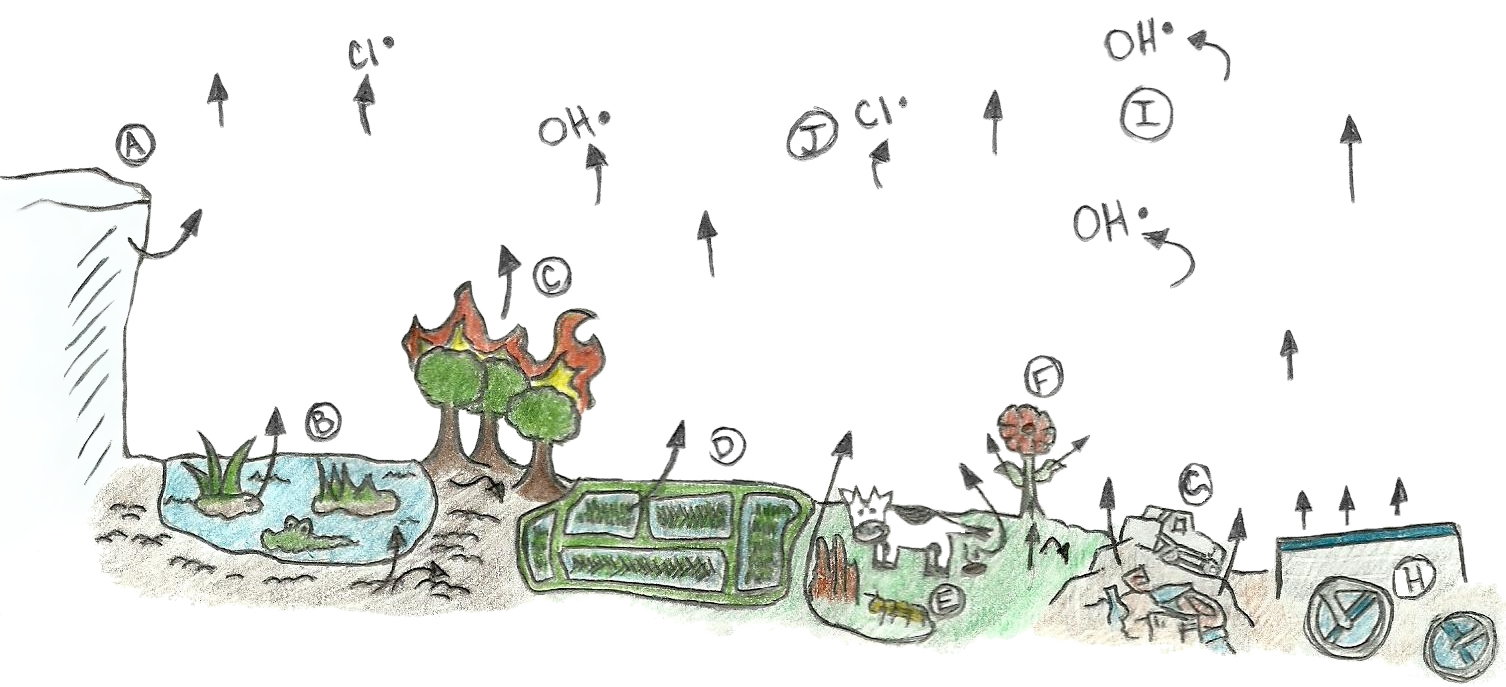
این نمودار ساده چرخهٔ متان را از منابع به اتمسفر و همچنین سینک‌هایی که متان مصرف می‌کنند را به تصویر می‌کشد.

A. پرمافراست، یخچال‌های طبیعی، و هسته‌های یخی - منبعی که متان به‌دام افتاده و یخ‌زده را با افزایش دمای کرهٔ زمین به آرامی آزاد می‌کند.

B. تالاب - محیط‌های مرطوب و گرم که ایده‌آل برای تولید متان هستند.

C. آتش‌سوزی جنگل - سوزاندن یا سوخته‌شدن مواد آلی باعث آزاد شدن مقدار بسیار زیادی متان به اتمسفر می‌شود.

D. شالیزارها - هر چه شالیزارها مرطوب‌تر و گرم‌تر باشند، متان بیشتری تولید می‌شود.

E. حیوانات - تولید گاز متان پس از دفع مدفوع.

F. گیاهان - علی‌رغم آن‌که متان قبل از وارد شدن به جو مصرف می‌شود، گیاهان به متان اجازه راه یافتن مستقیم از طریق ریشه و برگ و به جو می‌دهند.

G. محل‌های دفن زباله - پوسیدگی آلی و شرایط بی‌هوازی محل‌های دفن زباله را به یک منبع گاز متان تبدیل می‌کند.

H. تصفیه فاضلاب

I. رادیکال هیدروکسیل

J. رادیکال آزاد - کلر آزاد در جو با متان نیز واکنش می‌دهد.

## همسنگ‌های انگلیسی
1. ↑  Global-warming potential